# Ann Matnadze Bujiashvili
Ann Matnadze Bujiashvili (früher Ana Matnadze beziehungsweise Ana Matnadse, georgisch ანა მათნაძე; * 20. Februar 1983 in Telawi) ist eine georgische Schachspielerin und -trainerin. Im März 2012 wechselte sie vom georgischen zum spanischen Schachverband.

## Leben
Trainiert wurde Matnadze von ihrer Taufpatin Nona Gaprindaschwili. Sie studierte deutsche Sprache und Literatur an der Staatlichen Iwane-Dschawachischwili-Universität in Tiflis. Im Juni 2004 erregte sie Aufmerksamkeit durch die Veröffentlichung eines Briefes an die FIDE, in dem sie gemeinsam mit WGM Lela Dschawachischwili verschiedene Aspekte der Frauenweltmeisterschaft kritisierte. 2005 gründete sie die Organisation Chess - a Peace Ambassador (CPA). Die Organisation, deren Präsidentin sie ist, hat ein Programm des Jugendaustausches zwischen Georgien und Katalonien. Eine weitere Aktivität von CPA war zum Beispiel die Durchführung eines Schachturnieres, um Geld und Hilfsmittel für Flutopfer in Westgeorgien zu sammeln. Sie ist Schachtrainerin beim Verein Associació d’Escacs Rubinenca aus Barcelona und in der InterAjedrez Academia.

## Erfolge
Ann Matnadze Bujiashvili gewann beziehungsweise spielte erfolgreich bei folgenden Turnieren und Frauen- beziehungsweise Mädchenmeisterschaften:
- 1992: georgische U10-Mädchenmeisterschaft (in Tiflis)
- 1993: U10-Mädchenweltmeisterschaft (Bratislava); georgische U10-Mädchenmeisterschaft (Tiflis)
- 1994: georgische U12-Mädchenmeisterschaft (Tiflis); U12-Mädcheneuropameisterschaft (Băile Herculane)
- 1995: U12-Europameisterschaft der weiblichen Jugend (Verdun)
- 1997: U14-Mädcheneuropameisterschaft (Tallinn); U14-Weltmeisterschaft der weiblichen Jugend(Cannes); Internationales Frauenturnier (Bled)
- 1998: U16-Mädcheneuropameisterschaft (Mureck); georgische U20-Mädchenmeisterschaft (Tiflis); Internationales Frauenturnier (Kobuleti); Internationales Juniorenturnier (Groningen)
- 1999: U16-Europameisterschaft der weiblichen Jugend (Litochoro)
- 2000: Schwarzmeermeisterschaft der Frauen (geteilter erster Platz mit Maia Lomineischwili und Lilit Mkrttschjan, Batumi)
- 2001: georgische Mannschaftsmeisterschaft (Tiflis), georgische Frauenmeisterschaft (3. Platz, punktgleich mit der Siegerin Lela Dschawachischwili, Tiflis); Europäische Frauenmeisterschaft im Blitzschach (Antalya)
- 2002: georgische Frauenmeisterschaft (2. Platz, punktgleich mit der Siegerin Maia Lomineischwili, Tiflis)
- 2004: Internationales Frauenturnier (Tarragona)
- 2006: 64. Katalanische Frauenmeisterschaft (Balaguer)
- 2010: Internationales Frauenturnier (Barcelona)
- 2011: Internationales Frauenturnier (Benidorm)
- 2016: spanische Meisterschaft (10. Platz in der Gesamtwertung, Gewinn der Frauenwertung, Linares)

FIDE-Meister der Frauen (WFM) wurde sie 1993, Internationaler Meister der Frauen (WIM) 1999 und Großmeister der Frauen (WGM) im Jahre 2002. Seit September 2006 trägt sie auch den Titel Internationaler Meister (IM). Die notwendigen Normen hierfür erzielte sie im Februar 2005 beim Malaga Open in Campillos, im August und September 2005 beim Open Intl De Sants in Barcelona und im Juli 2006 beim Open in Balague.
Im Oktober 2019 lag sie in der spanischen Elo-Rangliste der Frauen hinter Sabrina Vega Gutiérrez auf dem zweiten Platz. Mit ihrer bisher höchsten Elo-Zahl von 2447 führte sie im März 2012 die spanische Elo-Rangliste der Frauen an. Ihre bisher höchste Position in der Frauen-Weltrangliste der FIDE war der 34. Platz im Juli 2002 mit einer Elo-Zahl von 2424.

### Nationalmannschaft
Mit der spanischen Frauenmannschaft nahm Matnadze an den Schacholympiaden 2012, 2014, 2016, 2018 und 2022 teil. Sie erreichte in der Einzelwertung 2014 den zweiten und 2018 den dritten Platz jeweils am dritten Brett. Ebenso nahm Matnadze mit Spanien an den Mannschaftseuropameisterschaften der Frauen 2013, 2015, 2017 und 2019 teil, wobei sie 2013 das zweitbeste und 2017 das drittbeste Einzelergebnis jeweils am dritten Brett erreichte.

### Vereine
In Georgien spielte sie bis 2005 für die Mannschaft NTN Tiflis, mit der sie beim European Club Cup der Frauen 2003 den zweiten Platz belegte. 2004 und 2005 gewann sie mit Tiflis den Wettbewerb, wobei Matnadze 2004 am dritten und 2005 am vierten Brett jeweils eine individuelle Silbermedaille gewann. Sie wechselte zum Verein Energy-Investi Sakartveli, mit dem sie beim Club Cup 2006 den zweiten Platz erreichte. Sie spielte auch schon in katalanischen und spanischen (für den C.E. Barbera Barcelona, den Club Ajedrez Solvay und die Escola d’Escacs de Barcelona) sowie türkischen (für Tarsus Zeka Satranç) Ligen. In der deutschen Frauenbundesliga spielte Matnadze von 2012 bis 2015 beim USV Volksbank Halle, in Frankreich war sie beim Club d’Echecs d’Annemasse aktiv, mit dem sie 2014 die französische Mannschaftsmeisterschaft der Frauen gewann, sowie bei Montpellier Echecs. In China spielte sie in der Saison 2014 für Chengdu. In der belgischen Interclubs spielt Matnadze seit 2017 für den Schaakclub Wachtebeke.